# HEART of DIAMONDS II
『HEART of DIAMONDS II』（ハートオブダイヤモンズ・ツー）は、中村あゆみ2枚目のベスト・アルバム。1992年7月29日発売。発売元は、マイカルハミングバード。

## 解説
1987年発売シングル「Still」以降のセルフ・プロデュース作品を集めたベスト・アルバム。前作『HEART of DIAMONDS』同様に全曲リミックスとボーカルの一部録り直しが為され新曲2曲を追加している。

## 収録曲
作詞・作曲 中村あゆみ（特記以外）
1. カレンダーガール（4:46）
  - 編曲 和田春彦
  - 日本テレビ系ドラマ『助教授一色麗子 法医学教室の女』主題歌
  - from Album 「Calendar Girl」
2. 波の音に消されても（4:08）
  - 編曲 和田春彦・古村敏比古
  - from Album 「INNOCENT TEARS」
3. Only You（5:17）
  - 作曲・編曲 古村敏比古
  - 11thシングル。
4. ともだち<Party Version>（3:04）
  - 編曲 はなぶさ龍介
  - 12thシングル。本人出演の1989年カナダドライ「ジンジャーエール」CMソング
5. メインストリート（5:59）
  - 編曲 中村あゆみ・古村敏比古
  - 13thシングル。本人出演の1989年カナダドライ「ジンジャーエール」CMソング
6. It's All right（6:22）
  - 編曲 古村敏比古
  - 15thシングル。テレビ朝日系ドラマ『ザ・刑事』主題歌
7. Still（4:46）
  - 作詞 中村あゆみ・浅見純 編曲 広瀬徳志・和田春彦
  - 9thシングル。テレビ朝日系ドラマ『風呂上がりの夜空に』テーマソング
8. Tears of Diamonds（4:04）
  - 編曲 竹田元
  - 「日本火災」CMソング
9. HERO（4:36）
  - 編曲 鎌田ジョージ
  - 17thシングル。ミズノ「SUPER STAR」CMソング
10. 少年の瞳（5:04）
  - 編曲 鎌田ジョージ
  - Duet with George Kamata
11. BROTHER（4:10）
  - 作曲 中村あゆみ・鎌田ジョージ 編曲 鎌田ジョージ
  - 16thシングル。ミズノ「SUPER STAR」CMソング